# Betty Reid Soskin
Betty Reid Soskin (née Betty Charbonnet, le 22 septembre 1921) est une ancienne ranger du National Park Service, auparavant employée auprès du parc historique national Rosie the Riveter/World War II Home Front de Richmond, en Californie,. Lorsqu'elle prend sa retraite à l'âge de 100 ans, le 31 mars 2022, elle est la garde-forestière en service la plus âgée des États-Unis. En février 2018, elle publie ses mémoires, Sign My Name to Freedom.

## Jeunesse
Betty Charbonnet naît en 1921 à Détroit. Elle est la fille de Dorson Louis Charbonnet et de Lottie Breaux Allen, tous deux catholiques et originaires de Louisiane. Son père a des racines créoles, et sa mère des origines cadiennes. Son arrière-grand-mère est née en esclavage en 1846.
Betty passe ses jeunes années à la Nouvelle-Orléans, jusqu'à ce qu'un ouragan et une inondation détruise son foyer et l'entreprise familiale en 1927. Ils déménagent alors à Oakland, en Californie. Betty y est diplômée à la Castlemont High School.
Durant la Seconde Guerre Mondiale, elle travaille en tant qu'archiviste pour le syndicat des chaudronniers (Union A-36 Boilermakers), entièrement composé de personnes noires. Son rôle principal était de notifier les changements d'adresse des travailleurs, qui déménageaient régulièrement.
En juin 1945, avec son mari Mel Reid, elle fonde Reid's Records, une petite entreprise spécialisée dans la musique gospel, à Berkeley. Ils déménagent à Walnut Creek dans les années 1950, pour offrir à leurs enfants l'accès à de meilleures écoles, mais le couple subit le racisme et reçoit des menaces de mort après avoir construit sa maison dans une banlieue majoritairement blanche.

## Carrière
Betty Reid se convertit à l'unitarisme et s'implique auprès de l'église universaliste unitarienne de Mont Diablo, et dans le groupe de délégués noirs de l'Association universaliste unitarienne. Dans les années 1960, elle devient une parolière connue au sein du mouvement américain des droits civiques.

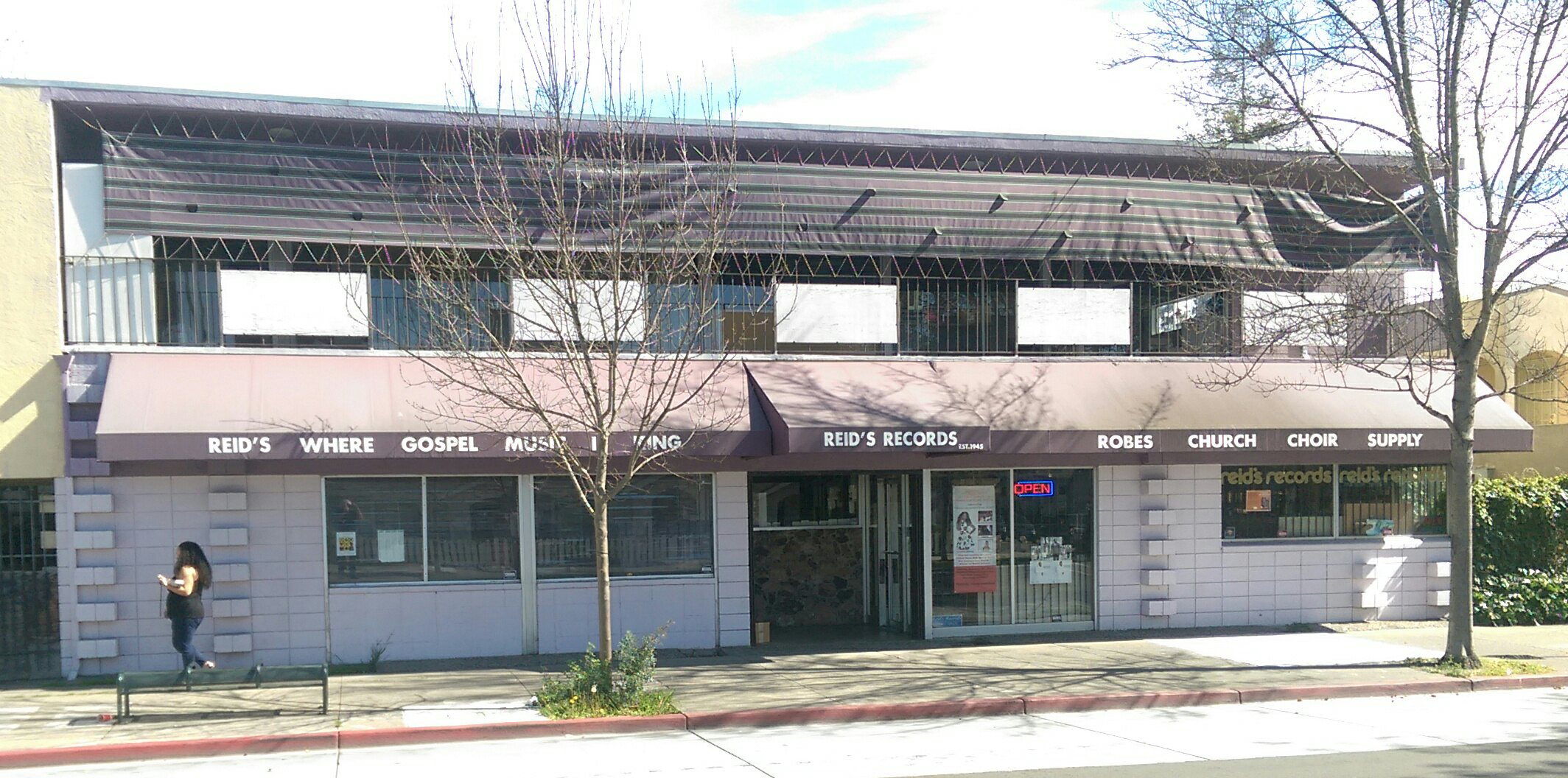
Reid's Records à Berkeley, Californie, 2014

Elle divorce de Mel Reid en 1972, et se marie avec William Soskin, un professeur de psychologie de l'Université de Californie. En 1978, quand la santé et les finances de Mel Reid se détériorent, elle reprend le contrôle de leur magasin de musique, ce qui lui permet de s'impliquer dans des enjeux locaux et fait d'elle une figure proéminente de sa communauté. Reid's Records ferme le 19 octobre 2019.
Elle devient représentante sur le terrain des femmes parlementaires de l'état de Californie Dion Aroner et Loni Hancock. Par cette position, elle participe à la planification et au développement d'un parc à la mémoire des femmes civiles ayant participé à l'effort de guerre pendant la Seconde Guerre mondiale. Ses efforts portent ses fruits à l'ouverture du parc national historique Rosie the Riveter/World War II Home Front en 2000, à Richmond, en Californie.
Revenant sur son rôle dans la planification du parc, et ce qu'elle a expérimenté des conditions de travail des femmes noires américaines dans un environnement encore marqué par la ségrégation, elle déclare qu'elle était souvent « la seule personne dans la pièce qui avait une raison de se rappeler [de ces conditions]… Ce qui est remémoré dépend de qui, dans la pièce, se remémore ».
En 2003, elle quitte son emploi et devient consultante au parc qu'elle aidé à concevoir, avant de devenir garde-forestière (park ranger) auprès du National Park Service in 2007, à l'âge de 85 ans. Elle y sert de guide et d'interprète, expliquant le rôle du parc, son histoire, les différents sites et les collections muséales au visiteur du parc. Elle est réputée pour être « une voix inépuisable s'assurant que l'histoire des afro-américains en temps de guerre connaisse une évolution positive vers l'intégration et que la question de la discrimination prenne une place proéminente dans l'histoire du parc ».
En 2015, âgée de 93 ans, Soskin déclare : « J'aurais aimé avoir cette confiance [en moi] quand la jeune Betty en avait besoin, alors qu'elle traversait les dangers de la vie quotidienne sur cette planète. Mais peut-être est-ce mieux que je puisse en bénéficier maintenant que j'ai la maturité de la chérir et l'audace de l'employer pour les choses qui me tiennent à cœur. »
Soskin est victime d'un AVC en septembre 2019, alors qu'elle travaille au parc. Elle retourne travailler avec des capacités réduites en janvier 2020,,. Pour célébrer son centième anniversaire, le district scolaire unifié de West Contra Costa (WCCUSD) renomme le collège Juan Crespí en Collège Betty Reid Soskin (Betty Reid Soskin Middle School),.
Le 31 mars 2022, Soskin prend sa retraite du National Park Service à l'âge de 100 ans, faisant d'elle la doyenne des garde-forestiers en activité aux États-Unis.

## Distinctions honorifiques

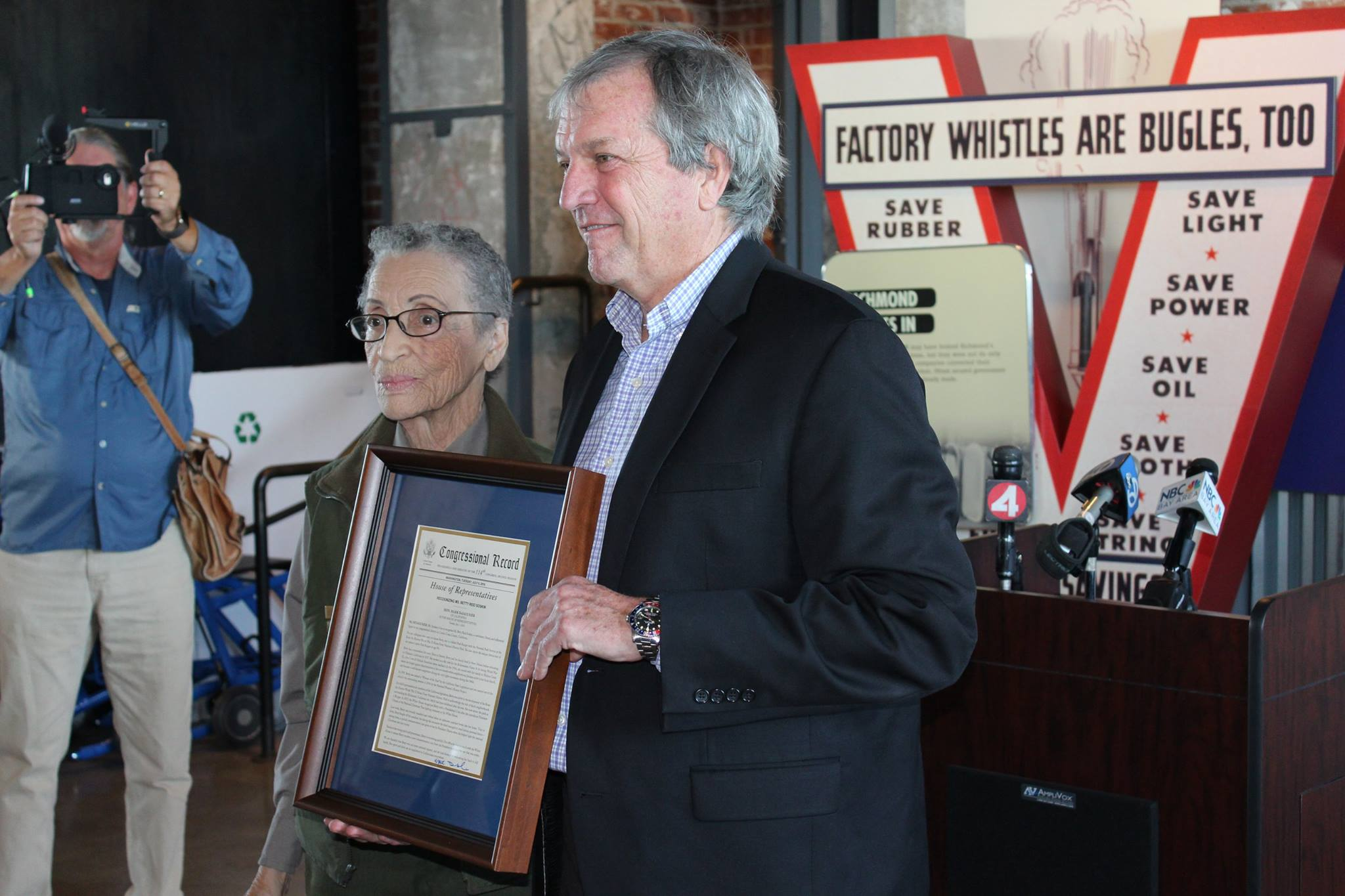
Reid Soskin recevant une reconnaissance du Congrès des mains de Mark DeSaulnier en 2020.

- California Woman of the Year, California Legislature, 1995
- Builders of Communities and Dreams, National Women's History Project, 2006
- Citée dans l'article "Wherever there's a fight history of the ACLU in California" – Elaine Elinson and Stan Yogi, 2007
- Présente pendant la cérémonie d'investiture du président Obama comme invitée du représentant George Miller, 2009
- Reçoit des honneurs du maire de Richmond Gayle McLaughlin et du conseil municipal de Richmond City Council, 2009
- Diplôme honorifique du California College of the Arts en 2010
- WAVE award, 2010
- Médaille d'argent du service du National WWII Museum, pendant le gala des American Spirit Awards, 2016[6]
- Reconnaissance officielle dans le journal des délibérations officielles du Congrès (Congressional Record) en 2016[18]
- Diplôme honorifique des arts et des lettres du Mills College, 2017
- Robin W. Winks Award for Enhancing Public Understanding of National Parks, National Parks Conservation Association, 2018[19]
- Reconnaissance dans le Congressional Record de 2019[20].